# Флаг Октябрьского района (Челябинская область)
Флаг Октя́брьского района — официальный символ муниципального образования «Октябрьский район» Челябинской области Российской Федерации.
Ныне действующий флаг утверждён 30 декабря 2002 года и внесён в Государственный геральдический регистр Российской Федерации с присвоением регистрационного номера 1145.

## Описание
«Флаг муниципального образования представляет собой прямоугольное полотнище с соотношением ширины к длине 2:3, разделённое по вертикали на две полосы — зелёную и синюю; из центра нижнего края выходит красный треугольник, заполняя вверху 1/2 полотнища, на котором воспроизведён белый журавль, поддерживающий распростёртыми крыльями жёлтый полукруг вписанный в основание треугольника и в 1/4 ширины полотнища».

## Обоснование символики
За основу композиции флага Октябрьского района взято его особенное географическое расположение на территории Челябинской области — это самый восточный приграничный район области. Во все фигуры флага заложена многозначная символика.
Деление флага показывает, что Октябрьский район расположен на стыке границ с Курганской областью — (зелёная часть — основной цвет флага Курганской области) и Казахстаном (синяя часть — основной цвет флага Казахстана).
Район назван в честь Октябрьской революции; здесь проживают Герои Советского Союза, около 5 тысяч человек награждены боевыми наградами за победу над фашистской Германией, около 4 тысяч жителей — труженики тыла, награждённые медалями «За доблестный труд в Великой Отечественной войне 1941—1945 гг.»; в районе несколько тысяч ветеранов труда. Эти доблести жителей района отражены красным цветом — символом мужества, самоотверженности, красоты, справедливой борьбы и жизни.
Главная фигура флага, — журавль — символ бдительности и преданности, олицетворяют жизненную силу, абсолютный дух и чистое сознание.
Журавль передаёт изумительную по красоте природу района, а восходящее солнце, которое журавль поддерживает распростёртыми крыльями, означает, что жители Октябрьского района первыми в Челябинской области встречают восход солнца, а значит — и наступление нового дня.
Жёлтый полукруг — восходящее солнце — источник жизни и созидательной силы; утреннее солнце — символ возрождения.
Жёлтый цвет (золото) в геральдике — символ прочности, богатства, величия, интеллекта и прозрения.
Район известен достижениями в сельскохозяйственном производстве — это отражено жёлтым цветом — цветом урожая, и зелёным цветом — цветом полей и лугов.
Зелёный цвет — символ весны, радости, надежды, жизни, природы, а также символ здоровья.
Октябрьский район — это самый низкий, географически расположенный район области, что показано опрокинутым остриём.
Синий и зелёный цвета также дополняют символику природы: Октябрьский район — край озёр (среди заповедных — лечебное озеро Сладкое) и степей (Кочердыкский природный заказник).
Синий цвет (лазурь) в геральдике — символ чести, славы, преданности, истины, красоты, добродетели и чистого неба.